# 고소
고소(告訴)는 범죄의 피해자, 법정대리인 또는 그와 일정한 관계에 있는 고소권자가 수사기관에 범죄사실을 신고하여 범인의 기소를 요구하는 의사표시를 말한다.
보통 재판으로 합의를 본다.

## 개요[1]
|                                                                  |
| 형사소송법                                                       |
| 이념과 구조                                                      |
| 무죄 추정의 원칙 · 자백배제법칙 · 전문법칙                       |
| 증거보전청구권 · 형사보상청구권 · 독수독과이론                   |
| 실체적 진실주의 · 적정절차 · 신속한 재판의 원칙                  |
| 진술거부권 · 접견교통권 · 증거개시제도                           |
| 열람등사권 · 위법수집증거배제법칙                                |
| 법원                                                             |
| 제척 · 기피 · 회피 관할 · 이송 · 법관                            |
| 피고인과 변호인                                                  |
| 피고인 ·변호인 · 성명모용자 · 공동피고인 국선변호인 · 법정대리인 |
| 검사                                                             |
| 기소독점주의 · 검사 동일체의 원칙                                |
| 수사                                                             |
| 함정수사 · 불심검문 · 임의동행 · 동행요구 · 사법경찰관           |
| 구속                                                             |
| 구속영장 · 체포영장                                              |
| 증거법                                                           |
| 정황증거 · 전문증거 · 진술조서 · 진술서 · 실황조사서 · 검증조서  |
| 진술 · 증인                                                      |
| 재판                                                             |
| 공소장 · 공소장일본주의                                          |
| 고소 · 고발 · 고소불가분의 원칙 · 자수                           |
| 상소                                                             |
| 항소, 상고 & 비상상고                                            |
| 다른 7법 영역                                                    |
| 헌법 · 민법 · 형법                                               |
| 민사소송법 · 형사소송법 · 행정법                                 |
| 포털: 법 · 법철학 · 형사정책                                     |
| v • d • e • h                                                    |

고소는 수사를 촉구하는 역할을 하는 것으로, 고소가 곧 기소를 의미하는 것은 아니다. 고소는 범죄사실을 신고하는 것이므로 범인이 누군가에 대하여 적시할 필요는 없으나, 고소의 대상인 범죄사실은 특정됨을 요구한다.
고소는 서면이나 구술로 검사 또는 사법경찰관에게 하여야 하며, 대리인을 통해서도 할 수 있다. 고소기간은 제한이 없으나 친고죄의 고소는 범인을 안 날로부터 6개월을 경과한 후에는 할 수 없다.
범죄의 일부에 대하여 고소 또는 취소가 있으면 그 효력은 범죄전체에 미치는데, 다만 과형상 일죄라 하더라도 피해자가 다르거나 또는 일부만 친고죄일 때는 각각 나누어서 고찰한다. 또 공범자 중에 1인에 대하여 고소 또는 취소가 있으면 그 효력은 공범자 전체에 미치는데, 다만 상대적 친고죄의 경우에는 일정한 신분의 범인에만 분리하여 적용된다. 친고죄의 경우는 다른 범죄와 달리 고소가 없으면 기소할 수 없고 심리도 허용되지 않는다. 또한 친고죄의 고소는 제1번판결선고 이전까지 취소가 가능하나, 취소 후 다시 고소할 수 없다.

## 고소불가분의 원칙
친고죄에 있어서 고소의 효력이 미치는 범위에 관한 원칙으로 고소의 효력은 불가분이라는 것이다.

## 진정서 및 범죄신고와 다른 점
수사기관이 아닌 법원에 대하여 진정서를 제출하거나, 수사기관에 피해사실을 신고하면서도 범인의 처벌을 구하지 않는 단순한 신고는 고소에 포함되지 아니한다.

## 판례
- 공소제기된 수개의 간통행위 중 일부 간통행위에 대하여만 배우자의 고소가 있는 경우 고소가 없는 간통행위에는 고소의 효력이 미치지 않는다.[2]
- 형법 제2조는 형법의 적용범위에 관하여 속지주의 원칙을 채택하고 있는바, 대한민국 영역 내에서 배우자 있는 자가 간통한 이상, 그 간통죄를 범한 자의 배우자가 간통죄를 처벌하지 아니하는 국가의 국적을 가진 외국인이라 하더라도 간통행위자의 간통죄 성립에는 아무런 영향이 없고 그 외국인 배우자는 형사소송법 규정에 따른 고소권이 있다.[3]
- 간통 고소 이후 이혼사건에서 형사고소를 취소하기로 하는 내용의 조정이 성립된 것만으로는 고소인이 간통에 대한 고소취소의 의사표시를 한 것을 볼 수 없다.[4]
- 아내가 재판상 이혼원인에 해당하는 부정한 행위를 하였다고 하도라도 그러한 사정만으로 아내의 간통죄 고소가 고소권을 남용한 것으로서 위법하다고 볼 수도 없다.[5]
- 강제추행의 피해자가 범인을 안 날로부터 6월이 경과된 후에 고소제기 하였더라도, 범행 당시 피해자가 11세의 소년에 불과하여 고소능력이 없었다가 고소 당시에 비로소 고소능력이 생겼다면, 그 고소기간은 고소능력이 생긴 때로부터 기산되어야 하므로, 고소기간이 경과된 것으로 볼 것이 아니다.[6]
- 형사소송법 제225조 제1항이 규정한 법정대리인의 고소권은 무능력자의 보호를 위하여 법정대리인에게 주어진 고유권이므로, 법정대리인은 피해자의 고소권 소멸 여부에 관계없이 고소할 수 있고, 이러한 고소권은 피해자의 명시한 의사에 반하여도 행사할 수 있다.[7]
- 친고죄에서 적법한 고소가 있었는지는 자유로운 증명의 대상이 된다[8]
- 범인의 처벌을 요구하는 의사표시가 포함되어 있는 진술을 하고 그 의사표시가 조서에 기재되면, 적법한 고소에 해당한다[9]
- 고소기간이 경과한 후에 고소되었더라도 실체판단을 하여야 한다[10]

## 직계존속에 대한 고소제한 사건
직계존속에 대한 고소제한 사건은 대한민국 헌법재판소 판례이다. 어릴 적부터 친어머니에게 학대를 당하고 고소까지 당했던 서모(50·여)씨가 친어머니를 직접 고소했지만 각하당하자 "부모를 고소하지 못하게 하는 것은 고소권의 과도한 제한이고 평등원칙에도 위반된다고 헌법소원을 제기하였다. 친족관계 내부에서는 자율적인 도덕의 구현이 강조되어 세세한 법적 규율보다 추상적이고 열린 유교적 규범이 더욱 가까운 거리에서 작용해왔고, 그 중에서도 특히 부모에 대한 존경은 어느 것과도 비길 수 없는 최고의 도덕적 선으로 간주되어 왔으므로, 우리사회의 존·비속 관계를 규율하는 법률이 이러한 효의 정신을 받아들이는 것은 당연하며 이러한 측면에서 우리 고유의 전통규범을 수호하기 위하여 비속이 존속을 고소하는 행위의 반윤리성을 억제하고자 이를 제한하고 있는 위 형사소송법 조항은 합리적인 근거가 있는 차별로서 합헌이다.

## 같이 보기
- 친고죄
- 반의사불벌죄
- 고발